# 229 Adelinda
229 Adelinda (mednarodno ime je tudi 229 Adelinda) je asteroid v glavnem asteroidnem pasu. Kaže značilnosti treh tipov asteroidov (B, C in U).
Pripada družini asteroidov Sibela.

## Odkritje
Asteroid je odkril avstrijski astronom Johann Palisa 22. avgusta 1882 na Dunaju . Asteroid se imenuje po ženi astronoma  E. Weissa.

## Lastnosti
Asteroid Adelinda obkroži Sonce v 6,3 letih. Njegova tirnica ima izsrednost 0,147 nagnjena pa je za 2,092° proti ekliptiki. Njegov premer je 93,20 km, okoli svoje osi se zavrti v 6,60 h .